# Erik Henningsen
Erik Ludvig Henningsen (29. august 1855 i København – 28. november 1930 sammesteds) var en dansk maler og illustrator. Han var bror til Frants Henningsen.
Hans far, Frants Ludvig Henningsen (1820 – 1869), var grosserer. Moderen var Hilda Charlotte Christine født Schou (1824 – 1880).
Erik Henningsen kom tidligt i malerlære hos dekorationsmaler Adolph Hellesen. Han tegnede hos C.V. Nielsen og kom ind på Kunstakademiet i 1873, hvor han fik afgangsbevis 1877 og senere forskellige akademiske udmærkelser som årsmedalje både i 1887 og 1890, det Anckerske Legat i 1889 og i 1892 en rejseunderstøttelse på 1000 kr. På sine rejser besøgte han Tyskland, Italien, Frankrig og Holland. Som kunstner har han særlig skildret det københavnske gadeliv og vundet sig et anset navn som folkelivsmaler; han har et åbent blik for livets lyse sider, er en fortræffelig skildrer af den københavnske almue og ser på den med et vist satirisk lune, der dog er mere godmodigt end egentlig bidende. Til hans mest bekendte arbejder hører Morgen i Adressekontorets Gaard (1881) med en samling typer på københavnske tjenestesøgende, En Snevejrsdag paa Gammeltorv (1886) med en væltet droske i forgrunden, Frikvarter i Efterslægtens Skole (1887), Infanteriets Vagtparade (1888), En Grundlovsfest paa Landet (1891), Dans ved Grøndalshuset (1892) og endelig det anselige Sat ud (1892), et usædvanlig dygtigt genrebillede fra en af Københavns forstæder, i hvilket kunstneren vistnok er nået højest i psykologisk skildring.
Carl Bloch fik overdraget færdiggørelsen af Marstrands dekoration i Københavns Universitets festsal efter dennes død i 1873: Hans Tavsen beskytter bispen Joachim Rønnow, Kong Jacob af Skotland besøger Tycho Brahe og Biskop Brochmand lader den unge Peder Schumacher give prøve på sin lærdom for Kong Frederik III, Vilhelm Rosenstand malede videre i 1889 og Erik Henningsen i 1896. Således har der været fire malere om at færdiggøre malerierne i festsalen;
I år 1900 udskrev bryggeriet Tuborg en plakatkonkurrence om en "dekorativ reklameplakat" i anledning af 25-års jubilæum. 1. præmien gik til maleren J.F. Willumsen. Imidlertid var det Erik Henningsens forslag, Den tørstige mand, der blev sat i produktion.Han leverede også illustrationer til bl.a. Ude og Hjemme og til Johan Krohns Peters Jul (1914)
Før indvielsen af Kingos Kirke i Henningsens hjemsogn på Nørrebro (1910) skænkede han et alterbillede, som stadig er i brug, forestillende hans søn på armen af Jesus. Sønnen på 4 år havde været forsvundet i krattet ved Lersøerne nær Henningsens æresbolig i Hellerup, men var blevet fundet igen efter en eftersøgning. På billedet anes den samtidige baggrund med krat, industriskorstene og arbejderboliger.
5. november 1886 ægtede Henningsen Mary de Dompierre de Jonquières (født 2. maj 1858), datter af Godefroi Chrétien de Dompierre de Jonquières, kontorchef i det slesvigske ministerium, og søster til Frederik de Jonquières.
Han var Ridder af Dannebrog og Dannebrogsmand. 1890 modtog han Eckersberg Medaillen, medlem af akademiet 1890, af akademirådet 1893. Erik Henningsen har udstillet på talrige internationale udstillinger og er repræsenteret på adskillige danske museer. Retrospektive udstillinger 1930 og 1961 i Foreningen for national kunst. 

## Udstillinger (udvalg)
- Charlottenborg. Forår 1879-1931
- Erste Internationale Kunstausstellung Wien 1882
- Den nordiske Kunstudstilling, der fandt sted i hele stueetagen på Charlottenborg fra 2. juli til 5. juli 1883
- Große Berliner Kunstausstellung, Berlin 1891

## Galleri
- Summus jus, summa injuria / Barnemordet, 1886
- Bønder i hovedstaden, 1887
- Vagtparade, 1888
- Det nordiske Naturforskermøde 14. juli 1847
- En såret arbejder, 1895
- En agitator på Nørre Fælled, 1899, Metalskolen Jørlunde[4]
- Askov Højskole, 1903
- Et møde i Bogstaveligheden 1. marts 1882, kridttegning, 1910, Frederiksborg Museum